# Anion
Anionnak nevezzük a negatív töltésű ionokat.
Negatív töltést akkor kap egy részecske, ha több elektron található benne, mint proton. Az elektrontöbblet lehet egy vagy több, e szerint az anionok töltése is lehet egyszeres vagy többszörös. Általános jelölésük: A−, A2−, An− stb.
A negatív (és a pozitív) töltésű ionok között is vannak egyatomosak (mint például a Cl- kloridion, O2- oxidion stb.), és vannak többatomosak (ún. összetett vagy molekulaionok, például SO2−4szulfát, CO2−3 karbonát).
A többatomos ionok zöme szerves vegyület (pl.: CH3COO– acetát, (COO)2-2 oxalát).
Ionok önmagukban nem, vagy csak extrém körülmények között (pl.: plazmaállapotban) fordulnak elő. Az ionok gyakoribb előfordulási formái:
- vizes oldatokban (hidratált formában)
- kristályrácsokban (ionrács)
- ionos vegyületek olvadékaiban

Az önmagában álló ion ritka, nagyon hamar elveszti töltését, vagy egy ellenkező töltésű ionnal reakcióba lép. A magányos ionok gyakran képeznek szabad gyököket.
Az anion görög szó, felmenőt jelent. Michael Faraday-től származik az elnevezés, aki az elektrolízissel kapcsolatos elnevezések kérdésében barátjához, William Whewell(en) történészhez fordult.